# 西藤金作
西藤 金作（にしふじ きんさく、1889年（明治22年）9月14日 - 1976年（昭和51年）7月14日）は、大日本帝国陸軍軍人。最終階級は陸軍少将。

## 経歴
神奈川県出身。陸軍士官学校第23期卒業。1920年（大正9年）9月、陸軍輜重兵大尉に進級し、陸軍自動車学校副官を経て、1926年（大正15年）8月に朝鮮軍司令部附となった。1927年（昭和2年）12月、陸軍輜重兵少佐進級と同時に輜重兵第6大隊附となり、1929年（昭和4年）8月に陸軍士官学校附兼陸軍将校生徒試験常置委員に転じ、1933年（昭和8年）8月に陸軍輜重兵中佐進級と同時に輜重兵第1大隊附となり、1936年（昭和11年）12月に輜重兵第8連隊長（関東軍・第3軍・第8師団）に就任した。1938年（昭和13年）3月には陸軍輜重兵大佐進級と同時に輜重兵第19連隊長（朝鮮軍・第19師団）に転じ、1940年（昭和15年）8月に第11軍野戦自動車廠長に就任して日中戦争に出動した。
1942年（昭和17年）8月1日、陸軍少将進級と同時に第6野戦輸送司令官（関東軍・第3軍）に着任し、1944年（昭和19年）12月に東部軍司令部附、1945年（昭和20年）2月1日に東部軍管区司令部附となり終戦を迎えた。
1948年（昭和23年）1月31日、公職追放仮指定を受けた。